# Dietmar Kreusel
Dietmar Kreusel (* 9. Januar 1941 in Breslau) ist ein deutscher Diplomat. Er war zuletzt von Juli 2004 bis Juli 2006 Botschafter der Bundesrepublik Deutschland in Nigeria.

## Ausbildung und Studium
Nach einer Reserveoffizierausbildung bei der Bundeswehr (Luftwaffe), bei der er zuletzt den Dienstgrad Major d.R. erreichte, absolvierte er ein Studium der politischen Wissenschaften, des öffentlichen Rechts, der Geschichte und Wirtschaftswissenschaften an der Universität von Freiburg und Mainz. Danach erfolgte 1970 die Promotion zum Dr. phil.
Er ist Mitglied der katholischen Studentenverbindung KStV Germania-Hohentwiel Freiburg.

## Auswärtiger Dienst
Nach dem Eintritt in den Auswärtigen Dienst 1971 folgten Verwendungen an den Deutschen Botschaften in Somalia, Bangladesch, am Deutschen Generalkonsulat in Boston/USA sowie an den Deutschen Botschaften in Jamaika und Äthiopien. Dazwischen erfolgten Verwendungen im Auswärtigen Amt in Bonn (NATO-Referat und in der Protokollabteilung).
Von 1995 bis 1998 war er Stellvertretender Chef des Protokolls des Auswärtigen Amtes. Vor seinem Wechsel nach Nigeria war Dr. Kreusel von 1998 bis Juli 2004 Botschafter der Bundesrepublik Deutschland in Tunesien. Dortiger Nachfolger wurde Botschafter Peter Schmidt.

## Auszeichnungen
- 1997: Komtur des Päpstlichen Ritterordens des heiligen Gregors des Großen[1]
- 1998: Komtur des portugiesischen Ordens für Verdienst
- Komturkreuz (CMG) St. Michael and St. George Ihrer Majestät Königin Elisabeth II.
- Offizier des nigerianischen „Order of the Niger“ (OON)
- Kommandeur des Falkenordens (1988)